# SN 2011ge
SN 2011ge – supernowa typu II odkryta 21 września 2011 roku w galaktyce UGC 11253. W momencie odkrycia miała maksymalną jasność 19,50m.